# Ipu
Ipú là một đô thị thuộc bang Ceará, Brasil. Đô thị này có diện tích 630,468 km², dân số năm 2007 là 38902 người, mật độ 61,7 người/km².